# Blagopoluchnenski
Blagopoluchenski (del ruso: Благополучненский) es un jútor del raión de Kushchóvskaya del krai de Krasnodar, en Rusia. Está situado en las llanuras de Kubán-Priazov, a orillas del Mókraya Chuburka, 20 km al noroeste de Kushchóvskaya y 186 km al norte de Krasnodar, la capital del krai. Tenía 14 habitantes en 2010
Pertenece al municipio de Krasnopoliánskoye.